# 김재만
김재만(1973년 4월 5일 ~ )은 대한민국의 배우 겸 가수이다.

## 출연 작품

### 영화
- 《정글 쥬스》 (2002년) - 뺀질이 역
- 《라이터를 켜라》 (2002년) - 상황실 요원 역
- 《아라한 장풍대작전》 (2004년) - 깍두기 역
- 《마이 캡틴 김대출》 (2006년) - 담임 역
- 《어느날 갑자기 첫번째 이야기 - 2월 29일》 (2006년) - 서재형 역
- 《우리들의 행복한 시간》 (2006년) - 제비 역
- 《최강 로맨스》 (2007년) - 각주태 역
- 《첫눈》 (2007년) - 택시기사 역
- 《애자》 (2009년) - 민석 역
- 《경》 (2010년) - 트럭기사 역
- 《김종욱 찾기》 (2010년) - 조사 형사 역
- 《수선화[火]》 (2010년) - 2번 세탁소 주인 역
- 《최종면접》 (2010년) - 철수 역
- 《낭만파 남편의 편지》 (2013년) - 남편 역
- 《스물》 (2015년) - 치킨집 사장 역
- 《연애의 맛》 (2015년) - 전립선 맛사지 역
- 《미쓰 와이프》 (2015년) - 박 과장 역
- 《레나》 (2016년) - 순구 역
- 《폭력의 법칙: 나쁜 피 두 번째 이야기》 (2016년) - 최동운 역
- 《살아남은 아이》 (2018년) - 성우아빠 역
- 《내안의 그놈》 (2019년) - 담당형사 역

### 드라마
- 《고무신 거꾸로 신은 이유에 대한 상상》 (MBC, 2002년) - 재철 역
- 《네 멋대로 해라》 (MBC, 2002년) - 정국 역
- 《내 인생의 콩깍지》 (MBC, 2003년) - 정국 역
- 《왕꽃 선녀님》 (MBC, 2004년) - 윤초원을 미행하는 남자 역
- 《쾌걸춘향》 (KBS, 2005년) - 소매치기범 역
- 《마법전사 미르가온》 (KBS, 2005년) - 방송반 선생님 오준규 역
- 《드라마시티 - 김동수 간첩 조작사건》 (KBS2, 2006년) - 김동수 역
- 《나쁜소설》 (KBS1, 2006년) - 재선 역
- 《행복한 여자》 (KBS2, 2007년) - 황대길 역
- 《그래도 좋아》 (MBC, 2007년) - 추교찬 역
- 《뉴하트》 (MBC, 2007년) - 응급의학과 의사 역
- 《과거를 묻지마세요》 (OCN, 2008년) - 한석구 역
- 《연애결혼》 (KBS2, 2008년) - 이동준 역
- 《남자를 믿었네》 (MBC, 2011년) - 태영 역
- 《심야병원》 (MBC, 2011년) - 지구대 경찰 역
- 《투윅스》 (MBC, 2013년) - 박철규 역
- 《출동 케이캅》 (재능TV, 2015년) - 키마이라 역
- 《첫 키스만 일곱 번째》 (웹드라마, 2016년) - CF감독 역
- 《엑스가리온》 (투니버스, 2019년) - 코딱지 역
- 《나쁜 엄마》 (JTBC, 2023년) - 어린 시절 영순의 아버지 역
- 《낭만닥터 김사부 3》 (SBS, 2023년) - 여고생 미혼모 환자의 아버지 역
- 《이번생도 잘 부탁해》 (tvN, 2023년) - MI Mobity 직원 역
- 《너의 시간 속으로》 (Netflix, 2023년) - 사진관 주인 역
- 《혼례대첩》 (KBS2, 2023년)
- 《웰컴투 삼달리》 (JTBC, 2023년)
- 《눈물의 여왕》 (tvN, 2024년) - 데이터 복구 기술자 역
- 《선재 업고 튀어》 (tvN, 2024년) - 학생부장 역

### 방송
- 《뽀뽀뽀》 (MBC)

### 뮤지컬 & 연극
- 《아가씨와 건달들》 - 나이슬리 존슨 역
- 《그리스》 - 로저 역
- 《더 플레이》
- 《하드락 카페》
- 《햄릿》
- 《오 해피데이》
- 《웨스트 사이드 스토리》
- 《브로드웨이 42번가》
- 《남자충동》 - 단단 역
- 《보잉보잉》
- 《쫄병만세》
- 《돈키호테》 - 산초 역
- 《투맨2》 - 동생 역
- 《동숭동연가2》 - 주인공 역
- 《레미제라블》 - 따나르디에 역
- 《하루》 - 삼총사 역
- 《드라큘라》 - 스티븐 역
- 《아이 러브 유》 - 남자 1 역
- 《실연남녀》 - 이재수 역
- 《이블데드》 - 스콧 역
- 《색즉시공》 - 기세 역
- 《사랑은 비를 타고》
- 《파우스트》
- 《달마야 놀자》
- 《형제는 용감했다》 - 이석봉 역
- 《연애희곡》 - 스기무라 히토시 역
- 《락 오브 에이지》 - 로니 역
- 《금발이 너무해》 - 아랍왕자 역
- 《젊음의 행진》 - 형부 및 학주 역
- 《내 마음의 풍금》 - 박봉대 역
- 《부용지애》 - 숙무 역
- 《부활 - 더 골든 데이즈》 - 이영철 역
- 《모차르트》 - 임마누엘 쉬카네더 역
- 《인당수 사랑가》 - 심봉사,방자 역
- 《살짜기 옵서예》 - 정비장 역
- 《남자가 사랑할 때》 - 정태 역
- 《여보 나도 할말있어》 - 종수 역
- 《넌센스 A-men》 - 메리 엠네지아 역
- 《올 슉업》 - 데니스 역
- 《Again!여고동창생》 - 파리지앵 역

## 수상
- 2005년 제11회 한국뮤지컬대상 남우조연상 "돈키호테"[2]
- 2016년 제26회 거창국제연극제 연기대상